# Biblioteca Rosario Castellanos
La Biblioteca Rosario Castellanos (BRC) forma parte del Centro de Investigaciones y Estudios de Género (CIEG) de la Universidad Nacional Autónoma de México (UNAM). Es reconocida como la biblioteca más importante en México y América Latina dedicada al feminismo y los estudios de género. Su crecimiento constante ha reflejado el impulso académico e institucional de la perspectiva de género en la UNAM.

## Horario
Lunes a jueves de 9:00 a 18:00 h.
Viernes de 9:00 a 17:00 h.
Se suspenderán los servicios de la Biblioteca por las siguientes causas:
- Días de descanso y periodos vacacionales programadas por la UNAM, y
- Por asuntos de fuerza mayor, por lo cual se avisará oportunamente.[3]

## Misión
Apoyar las actividades de investigación, docencia y difusión de la cultura del CIEG, resguardando, conservando, organizando y difundiendo materiales en diversos soportes documentales especializados en estudios de género.

## Visión
Constituirse como el acervo documental más completo y especializado sobre estudios de género a nivel nacional e internacional.

## Objetivos
Satisfacer las necesidades de información del personal del CIEG a través de recursos documentales especializados y servicios bibliotecarios, extendiéndose también a la comunidad universitaria y al público general.

## Servicios
La Biblioteca Rosario Castellanos ofrece los siguientes préstamos:
- Préstamo en sala.
- Préstamo a domicilio.
- Préstamo interbibliotecario.

## Historia
La Biblioteca Rosario Castellanos (BRC) es el resultado de décadas de trabajo académico y activismo feminista en la Universidad Nacional Autónoma de México (UNAM). Su origen se remonta a los años ochenta, cuando el movimiento feminista universitario impulsó la creación del Centro de Estudios de la Mujer (CEM) en la Facultad de Psicología, que en 1984 instauró un Área de Documentación dedicada a recopilar y organizar información sobre la condición de las mujeres en México desde una perspectiva crítica.
Durante los años noventa, este acervo se consolidó con la creación del Programa Universitario de Estudios de Género (PUEG) en 1992, que heredó y fortaleció el Área de Documentación. En 1996, se transformó en el Centro de Información y Documentación (CID), y su acervo creció notablemente gracias al apoyo de fundaciones internacionales y donaciones académicas. A finales de esa década se incorporaron bases de datos como Aleph-pueg-Libros e Info-pueg-Documento, esta última dedicada a la llamada "literatura gris".
Entre 2000 y 2001, el CID adoptó oficialmente el nombre de Biblioteca “Rosario Castellanos”, en homenaje a la escritora y pionera del feminismo en México. Desde entonces, la Biblioteca ha tenido un papel central en la difusión de los estudios de género dentro y fuera de la UNAM. Se integró al sistema automatizado de bibliotecas universitarias, estableció convenios de préstamo interbibliotecario y migró su catálogo a plataformas como SIABUC y Seriunam. También participó activamente en eventos internacionales como la III Conferencia Know How en 2006.
La BRC ha sido clave en múltiples proyectos académicos de digitalización y visibilización del pensamiento feminista. Entre ellos destacan:
- SIGARI (Sistema de Información en Género de los Acervos de Revistas y Repositorio de Información).
- Biblioteca Digital de Géneros.
- Base de datos Feministas Mexicanas, con más de 3,600 registros bibliográficos.
- Archivos Históricos del Feminismo, que digitalizó cinco revistas feministas emblemáticas de la segunda ola en México (Fem, La Boletina, La Revuelta, Cihuat y La Correa Feminista).

Con la transformación del PUEG en Centro de Investigaciones y Estudios de Género (CIEG) en 2016, la Biblioteca pasó a depender de la Secretaría Técnica. En 2018 se actualizó su reglamento para permitir el préstamo a domicilio, y desde 2019 publica el boletín Materia memorable, dedicado a nuevas adquisiciones y figuras clave en los estudios de género.
Durante la gestión de la Dra. Ana Buquet, directora del CIEG, se consideraron opciones para ampliar o trasladar la biblioteca. Se evaluó usar el aula 3 del Centro, pero fue descartado por ser un espacio destinado a actividades académicas. Posteriormente, se contempló habilitar una sección del antiguo edificio de posgrado, compartido con otras áreas del CIEG como el Departamento de Publicaciones, la revista Debate Feminista y la Federación de Mujeres Universitarias (FEMU).
En 2020, se presentó un proyecto arquitectónico que consideraba estantería móvil y una reorganización parcial del espacio. Finalmente, en noviembre del mismo año, la Facultad de Derecho y el CIEG acordaron un intercambio de espacios dentro del mismo edificio.
En febrero de 2021, bajo la dirección de la Dra. Marisa Belausteguigoitia, la Biblioteca fue reubicada en el primer piso (ala sur, entrada oriente) del antiguo edificio de posgrado. Actualmente, ocupa 211.91 m² de los 319.99 m² que comparte con otras dependencias del CIEG.
El rediseño de la biblioteca consideró mejoras significativas: estantería de siete niveles fijada al techo, pasillos de 90 cm, rutas de evacuación, extintores y arco de seguridad. Un detalle distintivo del diseño es la incorporación de placas metálicas con los colores de las banderas LGBTIQ+ y trans, como símbolo de inclusión y diversidad.

## Estructura
La sede actual cuenta con:
- 8 lugares para lectura colectiva
- 2 plazas de lectura informal
- 2 plazas de lectura placentera (una privada)
- 4 estaciones individuales de lectura
- 8 estaciones de consulta de catálogos

Además, se incluyen áreas para procesos técnicos, consulta y coordinación.

## Acervo
El acervo de la BRC está conformado por más de 14,000 volúmenes, organizados en 90 estantes blancos de siete entrepaños. Incluye libros, revistas, obras de consulta, tesis, material audiovisual y literatura gris sobre temas como:
- Feminismos
- Diversidad sexual
- Masculinidades
- Derechos humanos
- Salud sexual y reproductiva[7]

El acceso es de estantería abierta y cuenta con bases de datos en línea. Como símbolo de inclusión, los estantes integran placas metálicas con los colores de la bandera LGBTIQ+ y la bandera trans.
Gracias al apoyo de la Dirección General de Bibliotecas, en 2019 se adquirieron los siguientes recursos electrónicos:
- Women’s Studies Archive: Women’s Issues and Identities
- Archives of Sexuality and Gender (partes 1 y 2)[7]

## Colecciones
La Biblioteca Rosario Castellanos cuenta con las siguientes colecciones: 
- Archivos históricos del feminismo
- Biblioteca Digital de Género
- Feministas Mexicanas
- La colectiva feminista de información
- Libros
- Obras de consulta
- Revistas
- Videos

## Enfoque institucional
La BRC ha sido un espacio clave para investigadoras, estudiantes y activistas. Acompaña los proyectos del CIEG y contribuye a una universidad más justa, incluyente e igualitaria.